# Teleorman (distrikt)
Teleorman er et distrikt i Oltenien i Rumænien med 436.025 (2002) indbyggere. Hovedstad er byen Alexandria.

## Byer
- Alexandria
- Roşiori de Vede
- Turnu Măgurele
- Zimnicea
- Videle

## Kommuner
| - Băbăiţa - Balaci - Beciu - Beuca - Blejeşti - Bogdana - Botoroaga - Bragadiru - Brânceni - Bujoreni - Bujoru - Buzescu - Călineşti - Călmăţuiu | - Călmăţuiu de Sus - Cervenia - Ciolăneşti - Ciuperceni - Conţeşti - Cosmeşti - Crângu - Crevenicu - Crângeni - Dideşti - Dobroteşti - Dracea - Drăcşenei - Drăgăneşti de Vede | - Drăgăneşti-Vlaşca - Fântânele - Frăsinet - Frumoasa - Furculeşti - Gălăteni - Gratia - Islaz - Izvoarele - Lisa - Liţa - Lunca - Măgura - Măldăeni | - Mârzăneşti - Mavrodin - Mereni - Moşteni - Nanov - Năsturelu - Necşeşti - Nenciuleşti - Olteni - Orbeasca - Peretu - Piatra - Pietroşani - Plopii-Slăviteşti | - Plosca - Poeni - Poroschia - Purani - Putineiu - Rădoieşti - Răsmireşti - Săceni - Saelele - Salcia - Sârbeni - Scrioaştea - Scurtu Mare - Seaca | - Segarcea-Vale - Sfinţeşti - Siliştea - Siliştea Gumeşti - Slobozia Mândra - Smârdioasa - Stejaru - Ştorobăneasa - Suhaia - Talpa - Tătărăştii de Jos - Tătărăştii de Sus - Ţigăneşti - Traian | - Trivalea-Moşteni - Troianul - Uda-Clocociov - Urluiu - Vârtoape - Vedea - Viişoara - Vităneşti - Zâmbreasca |

43°39′25″N 25°21′25″Ø / 43.656944444444°N 25.356944444444°Ø